# 密蘇里河泛舟號列車
密蘇里河泛舟號列車（英語：Missouri River Runner），又譯密蘇里河跑手號，是一條283英里（455公里）的客運列車路線，由美鐵運營，往返於密蘇里州聖路易的門關交通車站和堪薩斯城的堪薩斯城聯合車站之間。這條路線每天有四列火車（兩趟往返）運行：311和313西行，314和316東行。

## 路線

Amtrak Missouri River Runner (interactive map)